# Quino Colom
Joaquim Colom Barrufet, detto Quino (Andorra la Vella, 1º novembre 1988), è un ex cestista andorrano naturalizzato spagnolo.
È il fratello di Guillem Colom, a sua volta cestista.

## Carriera
Con la Spagna ha disputato i Campionati mondiali del 2019.

## Statistiche

### Eurolega
| Anno      | Squadra      | PG | PT | MP   | TC%  | 3P%  | TL%  | RP  | AP  | PRP | SP  | PP   |
| --------- | ------------ | -- | -- | ---- | ---- | ---- | ---- | --- | --- | --- | --- | ---- |
| 2016-2017 | UNICS Kazan' | 25 | 22 | 26,8 | 39,7 | 33,3 | 80,7 | 3,9 | 5,7 | 0,6 | 0,0 | 11,3 |
| 2019-2020 | Valencia     | 26 | 8  | 18,5 | 36,9 | 31,5 | 70,9 | 1,5 | 4,2 | 0,7 | 0,0 | 7,3  |
| 2020-2021 | Stella Rossa | 8  | 0  | 14,2 | 43,8 | 46,7 | 78,3 | 0,9 | 2,5 | 0,1 | 0,0 | 6,6  |
| Carriera  | Carriera     | 59 | 30 | 21,4 | 38,9 | 33,5 | 77,0 | 2,5 | 4,6 | 0,5 | 0,0 | 8,9  |

## Palmarès

### Squadra
- Coppa di Serbia: 1

Stella Rossa: 2021

### Individuale
- VTB United League Sixth Man of the Year: 1

UNICS Kazan': 2015-16
- All-Eurocup First Team: 1

UNICS Kazan': 2017-18

### Nazionale
- Mondiali: 
  - : Cina 2019